# جيم فيرير (لاعب غولف)
جيم فيرير (بالإنجليزية: Jim Ferrier)‏ هو لاعب غولف أمريكي، ولد في 24 فبراير 1915، وتوفي في 13 يونيو 1986 في بربانك في الولايات المتحدة.

## وصلات خارجية
- جيم فيرير على موقع إن إن دي بي (الإنجليزية)